# Epoca (Zeitschrift)
Die Zeitschrift Epoca – Die neue deutsche Zeitschrift erschien ab 1963 bei der Arbeitsgemeinschaft der Verlage Arnoldo Mondadori, Mailand, und Süddeutscher Verlag, München. Zwischenzeitlich trug sie den Untertitel „Die europäische Zeitschrift“. Mondadori gab von 1950 bis 1997 eine gleichnamige italienischsprachige Zeitschrift in Mailand heraus.
Epoca stellte zeitgenössische kulturelle und politische Themen in den Mittelpunkt. Die großformatige Zeitschrift war qualitativ hochwertig, z. T. farbig, bebildert und richtete sich an gebildete Leser. Die Seitenzahl einzelner Hefte lag zwischen 80 und knapp über 100 Seiten.
Zunächst war Franz Hugo Mösslang Chefredakteur, dem Anfang 1968 Hanns Wiedmann nachfolgte. Die Zeitschrift wurde Mitte 1970 bei einem geschätzten Schuldenstand von 20 Mio. DM eingestellt.